# Miara kąta

Miara kąta – wielkość kąta wyrażona w odpowiednich jednostkach (stopniach, gradach, radianach, tysięcznych). 
W życiu codziennym używa się zwykle miary stopniowej. Kąt pełny dzieli się na 360 stopni kątowych (symbol: °), każdy z nich na 60 minut kątowych (symbol: ′), a każdą z nich na 60 sekund kątowych (symbol: ″). Ułamki sekund kątowych podawane są już jako części dziesiętne. Tę właśnie miarę wykorzystuje się w popularnych kątomierzach.
W matematyce, a zwłaszcza w trygonometrii, jako jednostkę miary kąta przyjmuje się radian. Najprostsza definicja radiana to:
1 radian  =  kąt pełny / 2π  
Jest on bardzo użyteczny w funkcjach trygonometrycznych, gdyż jako argumentów tych funkcji można używać liczb (niemianowanych) adaptowanych z miary łukowej kątów.
W praktyce militarnej i geodezyjnej stosowany bywa podział kąta pełnego na 400 gradów (lub gradusów, symbol: g), z których każdy dzieli się na 100 centygradów (symbol: c), a każdy z nich na 100 myriogradów (symbol: cc). Podział taki ułatwia ręczne (pisemne) dodawanie i odejmowanie, ponieważ przeniesienia i pożyczki wykonuje się jak przy zwykłych liczbach dziesiętnych, bez konieczności przeliczania na 60 i 90 jednostek.
W pomiarach nachylenia nawierzchni używa się miary procentowej (np. przy określeniu nachylenia nawierzchni drogi). Przykładowo 1% oznacza zmianę wysokości o 1 cm na 100 cm długości. Oblicza się to według wzoru:
{\displaystyle Nachylenie={\frac {H}{L}}\cdot 100,} gdzie L to długość danego fragmentu stoku, a H wysokość tego fragmentu.
Miara kąta potocznie nazywana jest kątem.
| W mierze... | Zapis        | Czytamy                                                           |
| ----------- | ------------ | ----------------------------------------------------------------- |
| stopniowej  | 10°23′45″76  | 10 stopni, 23 minuty, 45 i 76 setnych sekundy                     |
| gradowej    | 87g65c43cc21 | 87 gradów, 65 ce, 43 i 21 setnych cece co oznacza 87,654321 grada |

Używa się również (gł. w artylerii) jednostki zwanej tysiączną Definiuje się ją jako miarę kąta środkowego, który z okręgu o promieniu 1 km wycina łuk o długości 1 m. Tysięczna rzeczywista jest więc równa 1/1000 radiana, w przybliżeniu 1/6283,2 kąta pełnego. Spotyka się też definicje:
tysięczna artyleryjska1 ma = 1/6400 kąta pełnego
tysięczna Rimailho1 mR = 1/6000 kąta pełnego
zatem na kilometrowym okręgu:
| kątowi     | odpowiada łuk |
| ---------- | ------------- |
| 1/1000 rad | 100 cm        |
| 1 ma       | 105 cm        |
| 1 mR       | 98 cm         |

Dla porównania:
| kątowi | odpowiada łuk |
| ------ | ------------- |
| 1′     | 29,09 cm      |
| 1c     | 15,71 cm      |

## Porównanie miar
Argumenty funkcji trygonometrycznych dla liczb rzeczywistych można zinterpretować jako miarę kąta. Mierzenie kątów przy pomocy stopni może powodować problemy w obliczeniach trygonometrycznych i lepsze może być stosowanie radianów i niemianowanej miary łukowej.
Dla kątów bliskich zeru długość łuku okręgu jednostkowego (i kąt wyrażony w radianach) jest w przybliżeniu równa wartości funkcji sinus, stąd pochodna funkcji sinus dla {\displaystyle x=0} wynosi 1. 1 jest też wartością funkcji cosinus dla {\displaystyle x=0.} Okazuje się, że ogólnie:
{\displaystyle \sin 'x=\cos x}
{\displaystyle \sin ''x=-\sin x}
{\displaystyle \sin '''x=-\cos x}
{\displaystyle \sin ''''x=\sin x}
Tak jest jednak tylko dla kątów wyrażonych w radianach (miara łukowa).
Oznaczmy na potrzeby tej sekcji funkcje sinus i cosinus dla stopni przez {\displaystyle \sin _{\deg }x=\sin {\tfrac {\pi }{180}}x} oraz {\displaystyle \cos _{\deg }x=\cos {\tfrac {\pi }{180}}x.}
Teraz:
{\displaystyle \sin _{\deg }'x={\tfrac {\pi }{180}}\cos _{\deg }x}
{\displaystyle \sin _{\deg }''x=-{\tfrac {\pi ^{2}}{180^{2}}}\sin _{\deg }x}
{\displaystyle \sin _{\deg }'''x=-{\tfrac {\pi ^{3}}{180^{3}}}\cos _{\deg }x}
{\displaystyle \sin _{\deg }''''x={\tfrac {\pi ^{4}}{180^{4}}}\sin _{\deg }x}
We wzorach pojawiły się dodatkowe współczynniki. Takie współczynniki są różne od 1 przy każdej mierze kąta oprócz miary łukowej. Podobne utrudnienia powstałyby także w rozwinięciach funkcji trygonometrycznych w postaci szeregów (omówione są tutaj) i w wielu innych miejscach w analizie matematycznej.

## Miara łukowa kąta
W matematyce i jej zastosowaniach teoretycznych używa się też bezwymiarowejmiary łukowej. Miara łukowa kąta wyraża wartość stosunku: długości łuku wyciętego z okręgu  o środku w wierzchołku kąta  do długości promienia tego okręgu. Tak określona miara wyraża się liczbą niemianowaną (bezwymiarową) i może przyjmować wartości z zakresu 0 do 2π. 